# شورش پیشه‌وران تبریز
شورش پیشه‌وران تبریز بین سال‌های ۱۵۷۱ لغایت ۱۵۷۳ میلادی (۹۷۹ الی ۹۸۱ قمری) توسط مردم تبریز به ویژه پیشه‌وران علیه حکومت مرکزی (شاه تهماسب یکم) انجام شد. انتقال پایتخت از تبریز به قزوین، زورگویی و بدرفتاری مأموران مالیات، کسادی بازار و تجارت، اختلافات مذهبی، مشکلات اجتماعی و تنگناهای اقتصادی از عوامل این شورش بود. از این شورش در منابع و کتب صفوی با نام شورش اجامر و اوباش یاد شده‌است. 
گروه‌های مذهبی با عنوان حیدری و نعمتی در جنبش تبریز اختلاف و چالش داشتند. اگرچه سران قیام بازداشت و کشته شدند اما از کشتار دسته جمعی و غارت شهر که بعد از هر شورش رخ می‌داد، جلوگیری شد. بعد از این قیام اقداماتی انجام شد. کم کردن مالیات و برکناری مأموران ناشایست مالیاتی از این دست اقدامات است. برخی محققین تشکیل دیوان عدالت در دوره حکومت کوتاه شاه اسماعیل دوم (پادشاهی: ۱۵۷۷–۱۵۷۶ میلادی) را نتیجه این شورش می‌دانند.